# Serie A 1959/1960
Soutěžní ročník Serie A 1959/1960 byl 58. ročník nejvyšší italské fotbalové ligy a 28. ročník pod názvem Serie A. Konal se od 20. září 1959 do 5. června 1960 a skončila vítězstvím Juventusu, který vyhrál po dvou letech již jedenáctý titul.
Nejlepším střelcem se stal argentinský fotbalista Omar Sívori (Juventus), který vstřelil v sezoně 28 branek.

## Události

### Před sezonou
Obhájci titulu z Milána se posílili jen o brankáře Ghezziho (Janov), který byl vyměněn za Buffona. Městský rival Inter se rozloučil po devíti letech s Skoglundem (Sampdoria). Vedení se rozhodlo  neposilovat a raději přivedlo nového trenéra Campatelliho. Také Juventus se rozhodl pro nového trenéra a angažovalo klubovou legendu Parolu. Přišli obránci Cervato (Fiorentina) a Sarti (Sampdoria), kteří nahradili Corradiho (Janov) a 32letého Ferraria (Turín). Velký kup udělal Řím, který koupil za 75 milionů lir z argentinského klubu Racing Club reprezentanta a vítěze MJA Manfrediniho.
Další změny byli: 
Marino Perani (Boloňa → Padova), Bernard Vukas (Boloňa → Hajduk Split), Humberto Maschio (Boloňa → Atalanta), Roberto Anzolin (Marzotto Valdagno → US Palermo), Renzo Burini (Lazio → Cesena), Per Bredesen (Bari → Messina), Benito Lorenzi (Alessandria → Brescia).

### Během sezony
Ligu nejlépe začal Juventus, který se stal zimním mistrem, když měl o 4 body více než Milán. V druhé polovině sezony si stará dáma hlídala vedení, ale dotahovala se Fiorentina, která je porazila a dotáhla se na 2 body. Nicméně fialky pak klopýtlo když tři zápasy v řadě remizovalo, jednou vyhrálo a pak jednou prohrálo. Právě tato porážka umožnila Bianconeri dostat se do plusu 8 bodů, čímž si fakticky zajistilo již jedenáctý titul. Celkem vstřelilo 92 branek i díky útočníkům Sívoriho (28 branek) s Charlesem (23 branek). Fiorentina obsadila již čtvrtým rokem v řadě 2. místo. O 11 bodů méně než mistr měl třetí tým v tabulce Milán.
Sestup se týkal nově již tří týmů. Janov ztratil všech 18 bodů, když byl potrestán za pokus o korupci. Po třech sezonách sestoupila Alessandria a také nováček Palermo.

## Účastníci
| Klub              | Město       | Stadion                    | Trenér                                                                  | Nejlepší střelec                  |
| ----------------- | ----------- | -------------------------- | ----------------------------------------------------------------------- | --------------------------------- |
| Alessandria       | Alessandria | Stadio Giuseppe Moccagatta | Franco Pedroni + Luciano Robotti                                        | Juan Carlos Tacchi (8)            |
| Atalanta          | Bergamo     | Stadio Comunale            | Ferruccio Valcareggi                                                    | Humberto Maschio, Enrico Nova (7) |
| Bari              | Bari        | Stadio della Vittoria      | Paolo Tabanelli (1.–19. kolo) Francesco Capocasale                      | Paolo Erba (14)                   |
| Boloňa            | Boloňa      | Stadio Comunale            | Federico Allasio                                                        | Gino Pivatelli (14)               |
| Fiorentina        | Florencie   | Stadio Comunale            | Luis Carniglia                                                          | Kurt Hamrin (26)                  |
| Inter             | Milán       | Stadio San Siro            | Aldo Campatelli (1.–23. kolo) Camillo Achilli                           | Eddie Firmani (12)                |
| Janov             | Janov       | Stadio Luigi Ferraris      | Gipo Poggi (1.–6. kolo) Jesse Carver (7.–23. kolo) Annibale Frossi      | Paolo Barison (5)                 |
| Juventus          | Turín       | Stadio Comunale di Torino  | Carlo Parola + Renato Cesarini                                          | Omar Sívori (28)                  |
| Lanerossi Vicenza | Vicenza     | Stadio Romeo Menti         | Roberto Lerici                                                          | Oliviero Conti (11)               |
| Lazio             | Řím         | Stadio Olimpico            | Fulvio Bernardini                                                       | Orlando Rozzoni (13)              |
| Milán             | Milán       | Stadio San Siro            | Luigi Bonizzoni + Giuseppe Viani                                        | José Altafini (20)                |
| Neapol            | Neapol      | Stadio San Paolo           | Annibale Frossi (1.–4. kolo) Amedeo Amadei                              | Emanuele Del Vecchio (10)         |
| Padova            | Padova      | Stadio Silvio Appiani      | Nereo Rocco                                                             | Sergio Brighenti (21)             |
| Palermo           | Palermo     | Stadio La Favorita         | Čestmír Vycpálek (1.–30. kolo) Santiago Vernazza (31. kolo) Eliseo Lodi | Santiago Vernazza (9)             |
| Řím               | Řím         | Stadio Olimpico            | Alfredo Foni                                                            | Pedro Manfredini (16)             |
| Sampdoria         | Janov       | Stadio Luigi Ferraris      | Eraldo Monzeglio                                                        | Ernesto Cucchiaroni (10)          |
| SPAL              | Ferrara     | Stadio Comunale            | Fioravante Baldi (1.–27. kolo) Serafino Montanari                       | Egidio Morbello (12)              |
| Udinese           | Udine       | Stadio Moretti             | Severino Feruglio (1.–6. kolo) Giuseppe Bigogno                         | Lorenzo Bettini (14)              |

## Tabulka
| Poř. | Tým               | Z  | V  | R  | P  | VG | OG | B  |
| ---- | ----------------- | -- | -- | -- | -- | -- | -- | -- |
| 1.   | Juventus          | 34 | 25 | 5  | 4  | 92 | 33 | 55 |
| 2.   | Fiorentina        | 34 | 20 | 7  | 7  | 68 | 31 | 47 |
| 3.   | Milán             | 34 | 17 | 10 | 7  | 56 | 37 | 44 |
| 4.   | Inter             | 34 | 14 | 12 | 8  | 55 | 43 | 40 |
| 5.   | Boloňa            | 34 | 14 | 8  | 12 | 50 | 42 | 36 |
| 6.   | Padova            | 34 | 14 | 8  | 12 | 50 | 46 | 36 |
| 7.   | SPAL              | 34 | 12 | 12 | 10 | 45 | 50 | 36 |
| 8.   | Sampdoria         | 34 | 11 | 13 | 10 | 41 | 46 | 35 |
| 9.   | Řím               | 34 | 13 | 8  | 13 | 53 | 53 | 34 |
| 10.  | Lanerossi Vicenza | 34 | 11 | 10 | 13 | 39 | 42 | 32 |
| 11.  | Atalanta          | 34 | 9  | 13 | 12 | 31 | 39 | 31 |
| 12.  | Lazio             | 34 | 9  | 12 | 13 | 32 | 45 | 30 |
| 13.  | Bari              | 34 | 9  | 11 | 14 | 32 | 42 | 29 |
| 14.  | Neapol            | 34 | 8  | 13 | 13 | 33 | 48 | 29 |
| 15.  | Udinese           | 34 | 6  | 16 | 12 | 39 | 54 | 28 |
| 16.  | Palermo           | 34 | 6  | 15 | 13 | 27 | 40 | 27 |
| 17.  | Alessandria       | 34 | 5  | 15 | 14 | 28 | 51 | 25 |
| 18.  | Janov (-18 bodů)  | 34 | 4  | 10 | 20 | 21 | 50 | 0  |

Poznámky
- Z = Odehrané zápasy; V = Vítězství; R = Remízy; P = Prohry; VG = Vstřelené góly; OG = Obdržené góly; B = Body
- za výhru 2 body, za remízu 1 bod, za prohru 0 bodů.
- při rovnosti bodů rozhodovalo skóre

|  | Mistr ligy a přímý postup do poháru PMEZ 1960/61 |
|  | Přímý postup do poháru PVP 1960/61               |
|  | Přímý postup do VP 1960/61                       |
|  | Sestup do Serie B                                |

## Statistiky

### Výsledková tabulka
|             | Alessandria | Atalanta | Bari | Boloňa | Fiorentina | Janov | Inter | Juventus | L. Vicenza | Lazio | Milán | Neapol | Padova | Palermo | Řím | SPAL | Sampdoria | Udinese |
| ----------- | ----------- | -------- | ---- | ------ | ---------- | ----- | ----- | -------- | ---------- | ----- | ----- | ------ | ------ | ------- | --- | ---- | --------- | ------- |
| Alessandria | –           | 0:0      | 2:0  | 1:1    | 3:3        | 2:1   | 2:3   | 0:2      | 3:1        | 0:0   | 3:1   | 1:1    | 0:0    | 1:0     | 0:0 | 0:1  | 2:2       | 0:1     |
| Atalanta    | 5:1         | –        | 3:0  | 3:0    | 1:3        | 2:1   | 1:1   | 2:2      | 1:1        | 0:0   | 0:0   | 1:0    | 1:0    | 1:0     | 2:0 | 2:2  | 0:0       | 0:0     |
| Bari        | 0:0         | 1:0      | –    | 1:1    | 1:0        | 1:0   | 1:3   | 1:3      | 0:0        | 0:0   | 3:0   | 1:1    | 5:2    | 1:0     | 2:3 | 0:0  | 1:1       | 3:1     |
| Boloňa      | 2:1         | 5:0      | 2:0  | –      | 3:1        | 3:1   | 1:0   | 3:2      | 0:1        | 1:1   | 0:3   | 4:1    | 2:2    | 3:1     | 3:1 | 2:3  | 0:1       | 2:0     |
| Fiorentina  | 3:1         | 4:1      | 4:2  | 2:1    | –          | 2:0   | 2:0   | 1:0      | 0:0        | 2:2   | 1:1   | 2:1    | 1:0    | 5:0     | 3:1 | 3:1  | 4:0       | 2:1     |
| Janov       | 1:0         | 1:1      | 1:0  | 0:2    | 0:0        | –     | 1:3   | 2:6      | 0:2        | 2:4   | 0:2   | 0:0    | 0:0    | 1:1     | 1:0 | 0:1  | 1:2       | 0:0     |
| Inter       | 3:1         | 2:0      | 0:0  | 2:1    | 2:0        | 2:0   | –     | 0:3      | 4:0        | 1:1   | 0:0   | 3:1    | 6:3    | 3:3     | 1:3 | 2:1  | 0:0       | 3:3     |
| Juventus    | 7:0         | 0:1      | 2:0  | 3:0    | 3:1        | 2:0   | 1:0   | –        | 4:1        | 2:0   | 3:1   | 4:2    | 5:1    | 2:1     | 4:0 | 3:1  | 2:2       | 4:3     |
| L. Vicenza  | 0:0         | 1:0      | 0:0  | 1:1    | 1:1        | 1:0   | 0:2   | 1:2      | –          | 3:2   | 1:2   | 0:0    | 1:0    | 3:0     | 5:0 | 3:1  | 2:0       | 1:0     |
| Lazio       | 2:0         | 1:1      | 1:1  | 1:3    | 0:5        | 0:0   | 0:2   | 0:2      | 2:1        | –     | 0:1   | 2:1    | 2:0    | 2:1     | 0:1 | 3:1  | 3:1       | 2:1     |
| Milán       | 3:1         | 2:1      | 2:0  | 2:2    | 0:0        | 2:1   | 5:3   | 0:2      | 2:0        | 1:0   | –     | 3:1    | 3:2    | 0:0     | 1:1 | 3:1  | 4:0       | 3:1     |
| Neapol      | 1:1         | 1:0      | 1:2  | 2:0    | 0:4        | 0:2   | 1:1   | 2:1      | 3:1        | 0:0   | 1:1   | –      | 1:2    | 2:1     | 1:0 | 0:3  | 1:1       | 1:1     |
| Padova      | 1:1         | 0:0      | 1:0  | 2:0    | 1:0        | 2:1   | 3:0   | 0:4      | 2:1        | 2:0   | 2:0   | 1:2    | –      | 1:0     | 1:0 | 6:3  | 4:1       | 6:1     |
| Palermo     | 4:0         | 1:0      | 1:1  | 0:0    | 0:4        | 1:1   | 1:1   | 1:1      | 1:0        | 0:0   | 1:0   | 0:0    | 0:0    | –       | 4:2 | 1:1  | 2:1       | 0:0     |
| Řím         | 1:0         | 3:0      | 3:2  | 1:2    | 1:2        | 1:0   | 3:1   | 2:2      | 3:1        | 3:0   | 2:2   | 3:0    | 1:0    | 1:1     | –   | 1:1  | 6:1       | 2:2     |
| SPAL        | 0:0         | 1:0      | 3:1  | 0:0    | 1:0        | 0:0   | 0:0   | 3:6      | 2:1        | 1:1   | 0:3   | 2:2    | 1:1    | 1:0     | 2:1 | –    | 1:1       | 2:1     |
| Sampdoria   | 0:0         | 4:0      | 1:0  | 1:0    | 2:1        | 3:0   | 0:0   | 0:2      | 2:2        | 4:0   | 2:1   | 0:2    | 1:1    | 0:0     | 3:0 | 0:2  | –         | 3:1     |
| Udinese     | 1:1         | 1:1      | 0:1  | 1:0    | 0:2        | 2:2   | 1:1   | 1:1      | 2:2        | 1:0   | 2:2   | 0:0    | 2:1    | 1:0     | 3:3 | 3:2  | 1:1       | –       |

### Střelecká listina
| Pořadí | Jméno            | Klub       | Branky |
| ------ | ---------------- | ---------- | ------ |
| 1.     | Omar Sívori      | Juventus   | 28     |
| 2.     | Kurt Hamrin      | Fiorentina | 26     |
| 3.     | John Charles     | Juventus   | 23     |
| 4.     | Sergio Brighenti | Padova     | 21     |
| 5.     | José Altafini    | Milán      | 20     |
| 6.     | Pedro Manfredini | Řím        | 16     |
| 7.     | Lorenzo Bettini  | Udinese    | 14     |
| 7.     | Paolo Erba       | Bari       | 14     |
| 7.     | Gino Pivatelli   | Boloňa     | 14     |
| 10.    | Orlando Rozzoni  | Lazio      | 13     |
| 10.    | Arne Selmosson   | Řím        | 13     |

## Vítěz
| Serie A Vítěz pro rok 1959/60 |
| ----------------------------- |
| Juventus FC                   |
|                               |